# Nikolaus Teichert
Nikolaus Teichert (* 4. Februar 1958) ist ein deutscher Pokerspieler. Er gewann 2013 ein Bracelet bei der World Series of Poker.

## Persönliches
Teichert stammt aus Düsseldorf und arbeitete dort als Investor. Heute lebt er im österreichischen Sachsenburg.

## Pokerkarriere
Seine erste Geldplatzierung bei einem Live-Turnier erzielte Teichert im Mai 2011 in Madrid. Sein erster größerer Erfolg war der Sieg bei einem Nebenturnier des Five Diamond World Poker Classic Anfang Dezember 2011 im Hotel Bellagio am Las Vegas Strip, für den er mehr als 50.000 US-Dollar Preisgeld erhielt. Anfang Februar 2012 war er erstmals beim Main Event der European Poker Tour erfolgreich und kam im französischen Deauville für 37.500 Euro ins Geld. Im Juli 2013 gewann Teichert ein Bracelet bei der World Series of Poker (WSOP) im Rio All-Suite Hotel and Casino am Las Vegas Strip. Dafür setzte er sich bei einem Turnier in No Limit Hold’em gegen 1735 andere Spieler durch und kassierte mehr als 730.000 US-Dollar. Auch bei der World Series of Poker Europe in Enghien-les-Bains 2013 sowie bei den Hauptturnierserien 2014 und 2015 konnte er sich je einmal im Geld platzieren. Bei der im Oktober 2015 in Berlin stattfindenden World Series of Poker Europe kam Teichert viermal ins Geld, sein größter Erfolg war dabei der zehnte Platz im Main Event. Seine bis dato letzte Geldplatzierung erzielte er bei der WSOP 2019.
Insgesamt hat sich Teichert mit Poker bei Live-Turnieren mehr als eine Million US-Dollar erspielt.